# Sarax batuensis
Espèce
Sarax batuensis est une espèce d'amblypyges de la famille des Charinidae.

## Distribution
Cette espèce est endémique du Selangor en Malaisie. Elle se rencontre dans les grottes de Batu.

## Description
Sarax batuensis mesure de 8 à 9 mm
La carapace des femelles décrites par Miranda, Giupponi, Prendini et Scharff en 2021 mesurent 2,75 mm de long sur 3,85 mm, 3,44 mm de long sur 4,69 mm et 4,06 mm de long sur 5,63 mm.

## Systématique et taxinomie
Cette espèce a été placée en synonymie avec Sarax buxtoni par Kraus en 1970. Elle est relevée de synonymie par Miranda, Giupponi, Prendini et Scharff en 2021.

## Étymologie
Son nom d'espèce, composé de batu et du suffixe latin -ensis, « qui vit dans, qui habite », lui a été donné en référence au lieu de sa découverte, les grottes de Batu.

## Publication originale
- Roewer, 1962 : « Einige Arachniden aus den Batu-Caves in Malaya. » Pacific Insects, vol. 4, no 2, p. 517-520 (texte intégral).